# Mistrzostwa Świata Juniorów w Łucznictwie 2009
11. Mistrzostwa Świata Juniorów w Łucznictwie odbyły się w dniach 12 – 19 lipca 2009 roku w Ogden w USA. W zawodach wzięli udział juniorzy do 20 roku życia oraz kadeci do 17 roku życia, strzelający z łuków klasycznych i bloczkowych. 
Polska wywalczyła dwa medale w łuku klasycznym. Na najniższym stopniu podium stanęła drużyna juniorek w składzie Anna Grzelak, Natalia Leśniak i Paula Wyczechowska oraz drużyna juniorów Maciej Fałdziński, Piotr Nowak i Paweł Zarzecki.

## Reprezentacja Polski juniorów

### łuk klasyczny
- Maciej Fałdziński
- Anna Grzelak
- Natalia Leśniak
- Piotr Nowak
- Paweł Zarzecki
- Paula Wyczechowska

## Reprezentacja Polski kadetów

### łuk klasyczny
- Dominika Byra
- Joanna Gorczyca
- Michał Kot
- Anna Kręcioch
- Damian Najman
- Krystian Szemik

## Medaliści

### Juniorzy

#### Strzelanie z łuku klasycznego
| Konkurencja:           | Złoto:                                                            | Srebro:                                                         | Brąz:                                                        |
| indywidualnie kobiet   | Lee Yu-jin                                                        | Chen Yeqing                                                     | Yu Jang-mi                                                   |
| indywidualnie mężczyzn | Sung Woo-kyeong                                                   | Rick van der Ven                                                | Yu Xing                                                      |
| drużynowo kobiet       | Korea Południowa · Han Gyeong-hee · Lee Yu-jin · Yu Jang-mi       | Chiny · Chen Yeqing · Lu Siyi · Zhu Jiani                       | Polska · Anna Grzelak · Natalia Leśniak · Paula Wyczechowska |
| drużynowo mężczyzn     | Korea Południowa · Jang Chae-hwan · Kim Woo-jin · Sung Woo-kyeong | Wielka Brytania · Thomas Barber · James Mortlock · Mark Nesbitt | Polska · Maciej Fałdziński · Piotr Nowak · Paweł Zarzecki    |

#### Strzelanie z łuku bloczkowego
| Konkurencja:           | Złoto:                                                             | Srebro:                                                                   | Brąz:                                                                                    |
| indywidualnie kobiet   | Inge van Caspel                                                    | Ekaterina Korobejnikowa                                                   | Swietłana Cherkaszniewa                                                                  |
| indywidualnie mężczyzn | Cody Thompson                                                      | Jean Pizarro                                                              | Ben Cleland                                                                              |
| drużynowo kobiet       | Stany Zjednoczone · Sarah Lance · Kendal Nicely · Samantha Pruitte | Rosja · Anna Artemowa · Swietłana Cherkaszniewa · Ekaterina Korobejnikowa | Meksyk · Alexis Arady De La Rosa · Karen Selene Montellano · Rosa Maria Villasenor Ramos |
| drużynowo mężczyzn     | Stany Zjednoczone · Ben Cleland · Levi Cyr · Cody Thompson         | Meksyk · Luis Martin Alfaro · Ángel Ramírez · Cuauhtemoc Rodriguez        | Dania · Andreas Darum · Claus Frantzen · Mads Krogshede                                  |

### Kadeci

#### Strzelanie z łuku klasycznego
| Konkurencja:           | Złoto:                                                       | Srebro:                                                            | Brąz:                                                               |
| indywidualnie kobiet   | Deepika Kumari                                               | Sayana Cyrempiłowa                                                 | Jeon Hun-young                                                      |
| indywidualnie mężczyzn | Kim Joo-wan                                                  | Min Tae-hong                                                       | Sanjay Boro                                                         |
| drużynowo kobiet       | Korea Południowa · Choi You-ri · Jeon Hun-young · Oh Da-mee  | Rosja · Ojuna Bołotowa · Kristina Timofiejewa · Sayana Cyrempiłowa | Ukraina · Weronika Marczenko · Polina Rodionowa · Lidia Siczenikowa |
| drużynowo mężczyzn     | Korea Południowa · Kim Joo-wan · Min Tae-hong · Park Yeon-su | Ukraina · Witalij Komoniuk · Dmytro Martynow · Wałentyn Sobko      | Włochy · Samuel Cavallar · Luca Maran · Mattia Vieceli              |

#### Strzelanie z łuku bloczkowego
| Konkurencja:           | Złoto:                                                             | Srebro:                                                                   | Brąz:                                                               |
| indywidualnie kobiet   | Paige Pearce                                                       | Stephanie Sarai Salinas                                                   | Clara Nieto Taladriz                                                |
| indywidualnie mężczyzn | Alexander Sahi                                                     | Jaime van Barbieri                                                        | Mario Cardoso                                                       |
| drużynowo kobiet       | Stany Zjednoczone · Kayla Harmeyer · Kailey Jonston · Paige Pearce | Meksyk · Elma Cristina Quiroga · Stephanie Sarai Salinas · Yazmin Treviño | Indie · Prerna Bhagat · Nilam Kumari · Jayalakshmi Sarikonda        |
| drużynowo mężczyzn     | Meksyk · Mario Cardoso · Juan Ramon Fuentes · Adolfo Medina        | Australia · Mitchell Lawrance · Jack Salmon · Jaime van Barbieri          | Stany Zjednoczone · Hunter Heavner · Alexander Sahi · Riley Whiting |

## Klasyfikacja medalowa

### Juniorzy
| Lp. | Państwo           | Złoto | Srebro | Brąz | Razem |
| 1.  | Korea Południowa  | 4     | 0      | 1    | 5     |
| 2.  | Stany Zjednoczone | 3     | 0      | 1    | 4     |
| 3.  | Holandia          | 1     | 1      | 0    | 2     |
| 4.  | Chiny             | 0     | 2      | 1    | 3     |
| 4.  | Rosja             | 0     | 2      | 1    | 3     |
| 6.  | Meksyk            | 0     | 1      | 1    | 2     |
| 7.  | Portoryko         | 0     | 1      | 0    | 1     |
| 7.  | Wielka Brytania   | 0     | 1      | 0    | 1     |
| 9.  | Polska            | 0     | 0      | 2    | 2     |
| 10. | Dania             | 0     | 0      | 1    | 1     |

### Kadeci
| Lp. | Państwo           | Złoto | Srebro | Brąz | Razem |
| 1.  | Korea Południowa  | 3     | 1      | 1    | 5     |
| 2.  | Stany Zjednoczone | 3     | 0      | 1    | 4     |
| 3.  | Meksyk            | 1     | 2      | 1    | 4     |
| 4.  | Indie             | 1     | 0      | 2    | 3     |
| 5.  | Australia         | 0     | 2      | 0    | 2     |
| 5.  | Rosja             | 0     | 2      | 0    | 2     |
| 7.  | Ukraina           | 0     | 1      | 1    | 2     |
| 8.  | Hiszpania         | 0     | 0      | 1    | 1     |
| 8.  | Włochy            | 0     | 0      | 1    | 1     |